# Мала Гора (Зрече)
Мала Гора (словен. Mala Gora) — поселення в общині Зрече, Савинський регіон, Словенія. 
Висота над рівнем моря: 551,4 м.